# Đại học Roma Sapienza
Đại học Roma Sapienza (tiếng Ý: Sapienza – Università di Roma), tên chính thức là Università degli Studi di Roma "La Sapienza", được gọi đơn giản là Sapienza, là một trường đại học nghiên cứu công lập ở Roma, Ý. Được thành lập vào năm 1303, Sapienza là một trong những trường đại học lâu đời nhất trên thế giới và là trường đại học lớn nhất châu Âu với 122.000 sinh viên. Trường là một trong những trường đại học danh tiếng nhất của Ý và trên thế giới, thường đứng đầu trong bảng xếp hạng quốc gia và Nam Âu. Năm 2018, nó đứng thứ 1 trên thế giới về lịch sử cổ điển và cổ đại.
Sapienza đào tạo và nghiên cứu trong các lĩnh vực khoa học cơ bản, ứng dụng, nhân văn. Sapienza có 50 thư viện với hơn 2,7 triệu cuốn sách, tiêu biểu là Thư viện Đại học Alessandrina, do Giáo hoàng Alexanđê VII xây dựng vào năm 1667, chứa 1.5 triệu cuốn sách. Ngoài ra, Sapienza vận hành 19 bảo tàng, một vườn bách thảo và ba bệnh viện đào tạo. Cựu sinh viên Sapienza nổi bật bao gồm mười người đoạt Giải Nobel, các thủ tướng Ý, một giáo hoàng, chủ tịch Nghị viện châu Âu, ủy viên Ủy ban châu Âu, nhân vật tôn giáo, thẩm phán Tòa án tối cao và phi hành gia.

## Xếp hạng
Năm 2016, Bảng xếp hạng chất lượng đại học thế giới xếp hạng Sapienza thuộc nhóm trường đại học hạng 151–200 và nằm trong 3% trường đại học hàng đầu trên thế giới.